# سلمانلی (صابرآباد)
سلمانلی (به ترکی آذربایجانی: Salmanlı) یک منطقه مسکونی در جمهوری آذربایجان است که در شهرستان صابرآباد واقع شده‌است. سلمانلی ۷۶۵ نفر جمعیت دارد.